# Acrotomofili
Acrotomofili er seksuel tiltrækning til personer med fysiske misdannelser og personer med amputerede lemmer. Navnet kommer fra det græske akron (ekstremitet), tomein (at skære) og philein (at elske).